# Peter Orlovsky

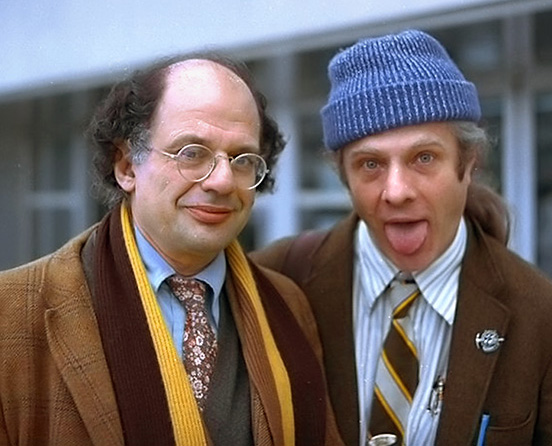
Orlovsky (rechts) en Allen Ginsberg (1978)

Peter Orlovsky (New York, 8 juli 1933 – Williston (Vermont), 30 mei 2010) was een Amerikaans dichter. Hij was onderdeel van de Beat Generation en had een jarenlange relatie met collega-dichter Allen Ginsberg.

## Levensloop
Orlovsky was de zoon van een Russische immigrant. Nadat hij de middelbare school afbrak, was hij werkzaam als verpleger. Via de kunstschilder Robert LaVigne, waarvoor hij model was, leerde hij in 1954 Ginsberg kennen. Dit was de start van een langdurige liefdesrelatie, die zou duren tot het overlijden van Ginsberg in 1997. Door Ginsberg werd Orlovsky geïntroduceerd onder de leden van de Beat Generation. Hij was bevriend met onder andere Jack Kerouac, William S. Burroughs en Gregory Corso. Onder de naam George komt Orlovsky voor in Kerouac's roman The Dharma Bums en onder de naam Simon Darlovksy in de boeken Book of Dreams en Desolation Angels.
Onder invloed van Ginsberg begon Orlovsky rond 1957 met het schrijven van gedichten. Het stel woonde destijds in Parijs. Hij reisde later naar en door Europa, Afrika en India en woonde in de jaren 60 in de New Yorkse kunstenaarswijk Lower East Side. In de jaren 70 betrok hij een boerderij in de staat New York. Vanaf 1974 was hij als docent poëzie verbonden aan de Jack Kerouac School of Disembodied Poetics in Boulder (Colorado). Orlovsky was verder actief in de antikernenergiebeweging en ondersteunde acties voor seksuele vrijheid, acceptatie van homoseksualiteit en legalisering van marihuana.
Orlovsky was te zien in de films Couch (1965) van Andy Warhol en Me and My Brother (1969) en One Hour (C'est Vrai) (1992) van Robert Frank. Hij overleed in mei 2010 aan longkanker.

## Werk
- Dear Allen, Ship will land Jan 23, 58 (1971)
- Lepers Cry (1972)
- Clean Asshole Poems & Smiling Vegetable Songs (1978)
- Straight Hearts' Delight: Love Poems and Selected Letters (met Ginsberg) (1980)
- Dick Tracy's Gelber Hut (1980)

Zijn werk is gepubliceerd in de bloemlezingen The New American Poetry 1945–1960 (1960) en The Beatitude Anthology (1965) en in de literaire tijdschriften Yugen and Outsider.
- Bibliothèque nationale de France: cb14004402g (data)
- Gemeinsame Normdatei: 172298849
- International Standard Name Identifier: 0000 0000 8371 4631
- Library of Congress Control Number: n80070313
- MusicBrainz: 4b975cb7-7aff-4a5a-874c-9238e00310fb
- Nationale Bibliotheek van Tsjechië: xx0179785
- Nationale Bibliotheek van Israël: 987007273635605171
- Nederlandse Thesaurus van Auteursnamen: 071219285
- PIC: 13632
- LIBRIS: 337263
- SNAC: w6tt4t6p
- Système universitaire de documentation: 057022917
- Virtual International Authority File: 34654554
- WorldCat: E39PBJwX6RqQxjHtWhbgPYP4v3